# Greg Yaitanes
Gregory Charles Yaitanes, mais conhecido como Greg Yaitanes (Wellesley, 18 de junho de 1970) é um diretor, produtor e investidor-anjo estadunidense de origem grega. Ganhou o Emmy de melhor direção em série dramática em 2008.
Yaitanes obteve sucesso trabalhando como diretor e produtor de televisão. Seu principal trabalho ocorreu na série House, M.D., onde dirigiu trinta episódios entre os anos de 2004 e 2012, e foi produtor executivo em 68 entre 2009 e 2012. O penúltimo episódio da quarta temporada, House's Head, lhe rendeu seu único prêmio na carreira, o Emmy de melhor direção em série dramática.
À parte de House, Yaitanes dirigiu episódios de diversas séries que obtiveram destaque em algum momento, como Cold Case, CSI: NY, CSI: Miami, Bones, Grey's Anatomy, Prison Break, Heroes, Lost, Genius e Castle Rock. Drive, Banshee, Banshee Origins, Quarry e Manhunt: Unabomber, além de trabalhar como diretor, foi produtor executivo destas.
Yaitanes foi um dos primeiros investidores-anjos do Twitter, também tendo investido em empresas como Square, Pinterest e Snapchat. Para o Twitter, Yaitanes incentivou seus colegas de House que criassem contas na plataforma a fim de que a série tivesse uma presença massiva e os mantivessem conectadores com os fãs.